# Zeche Vereinigte Edeltraud
Die Zeche Vereinigte Edeltraud war ein Steinkohlenbergwerk in Holthausen bei Hattingen. Die Zeche war auch bekannt unter den Namen Zeche Edeltraud oder Zeche Edeltraut. Sie ist aus der Konsolidation der Grubenfelder Edeltraud, Edeltraud II und dem Edeltraud Erbstollen entstanden. Die Stollensohle der Zeche Vereinigte Edeltraud lag rund zwölf Meter tiefer als der tiefste Stollen des Nachbarbergwerks Alte Haase.

## Geschichte

### Edeltraud Erbstollen
Am 4. Juni 1850 erfolgte die Verleihung der Erbstollengerechtigkeit für den Edeltraud Erbstollen (auch Edeltraut Erbstollen) sowie die Verleihung eines Geviertfeldes. Am 15. Oktober 1857 Verleihung des Geviertfeldes Edeltraud II. Am 19. Mai des Jahres 1858 bat der aus Königssteele stammende Friedrich Dittmar darum, einen neuen Stollen mit dem Namen Edeltraudstollen aufzufahren. Es war geplant, den Stollen in Richtung auf den größeren noch vorhandenen Schacht der Zeche Alte Haase aufzufahren. Im Jahr 1858 wurde, nachdem die Bergbehörde die Auffahrung genehmigt hatte, mit der Auffahrung des Erbstollens begonnen. Das Stollenmundloch wurde am Sprockhöveler Bach, nahe dem Waldweg, angesetzt. Die Auffahrung erfolgte mit acht Bergleuten in südlicher Richtung. Der Stollen wurde im ersten Teil 60 Meter mit einer Neigung von rund 2,8 Gon aufgefahren. Am 17. Dezember 1858 erfolgte die Konsolidation zur Zeche Vereinigte Edeltraud.

### Vereinigte Edeltraud
Nach der Konsolidation wurde bereits im Jahr 1861 die Auffahrung des Erbstollens gestundet. Am 8. Mai 1862 wurden die Geviertfelder Vereinigte Edeltraud I und Vereinigte Edeltraud II der Zeche Alte Haase zugeschlagen. Im Jahr 1863 erneuter Vortrieb des Erbstollens bis auf eine Länge von 211¼ Lachtern. Im Jahr 1863 erreichte der Stollen eine Länge von 211¼ Lachter. Im Jahr 1865 wurde der Stollen weitere 59½ Lachter, überwiegend in festem Sandstein aufgefahren. In den Jahren 1865 und 1866 erreichte der Erbstollen mittlerweile das Flöz der Zeche Alte Haase. Das Flöz hatte eine Mächtigkeit von 36 Zoll. Das Bergwerk gehörte zu dieser Zeit zum Bergrevier Sprockhövel. Von nun an erfolgte eine tiefere Lösung des ersten Flözes im Nordflügel der Zeche Alte Haase. Die Lösung des ersten Flözes durch den Erbstollen lag zwölf Meter tiefer als die Lösung durch den Alte Haase Stollen. Die Erbstollenlänge betrug mittlerweile 289 Lachter. Die im Grubenfeld durch den Stollen oberhalb der Stollensohle aufgeschlossenen Kohlenvorräte lagen bei rund 85.000 Tonnen Steinkohle. Kurz danach wurde die Kuxenmehrheit der Gewerkschaft Edeltraud durch die Gewerken der Zeche Alte Haase erworben. Von 1868 bis 1869 war das Bergwerk in Betrieb, nach 1869 wurde es einige Jahre stillgelegt. Ab dem Jahr 1871 wurde mit dem Kohlenabbau begonnen. Im Jahr darauf wurden bereits über 250 Tonnen Steinkohle gefördert. Um das Jahr 1875 erfolgte ein erneuter Vortrieb des Stollens, danach kam die erneute Stilllegung. Ab 1892 erneut Vortrieb, allerdings wurde der Vortrieb schon nach kurzer Zeit wieder eingestellt, da der begonnene Stollenquerschlag zu wenig Teufengewinn einbrachte. Die Gesamtlänge des Stollens betrug zu diesem Zeitpunkt 1.100 Meter. Im Jahr 1895 erfolgte die endgültige Übernahme durch die Zeche Alte Haase.

## Heutiger Zustand
Noch heute fließt aus dem Erbstollen Grubenwasser in den Sprockhöveler Bach ab. Der Stollen ist heute durch ein Gitter verschlossen. An das Bergwerk erinnert heute noch das Flöz Schieferbank, das zum Abbau nicht geeignet war, da es eine zu geringe Mächtigkeit hat. Beide Relikte des ehemaligen Bergwerks gehören zum Alte-Haase-Weg Nord.